# Anders Åström den äldre

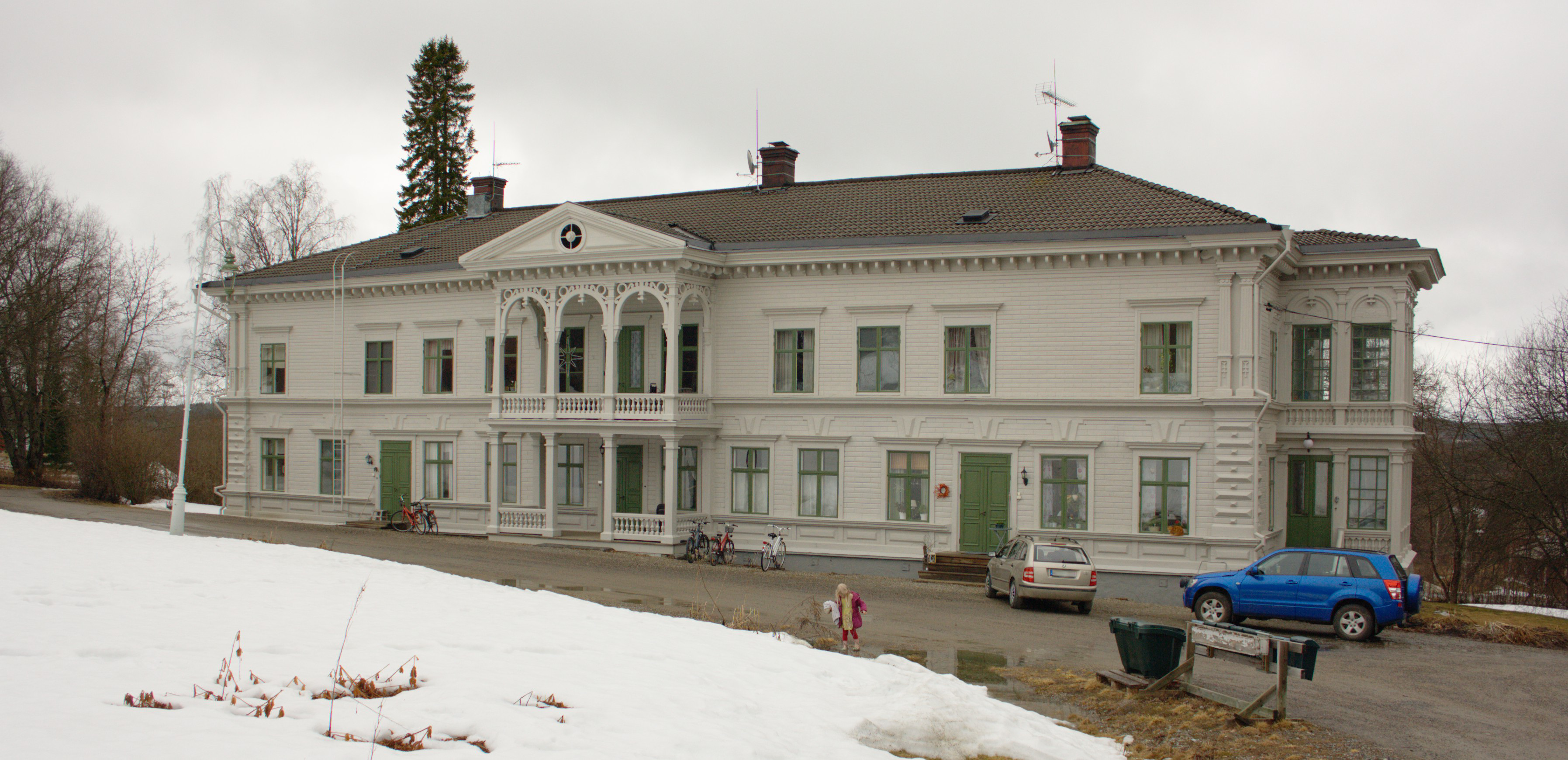
Åströmska gården i Vindeln.

Anders Persson Åström, vanligen kallad Anders Åström den äldre, född den 12 april 1818 i Degerfors socken, Västerbotten, död 28 juni 1876 i Stockholm,

var en svensk köpman och företagsledare. 
Anders Åström var uppväxt i byn Vindel-Ånäset och etablerade sig 1846 som köpman i Rosinedal söder om nuvarande Vindeln. Han köpte upp torrfisk, skinn, salpeter, pottaska, tjära och timmer från bönderna och sålde varorna vidare till konsul Lars Peter Glas i Umeå. Tillsammans med bland andra Glas var Anders Åström med om att grunda Sandviks ångsåg, en av de första ångsågarna i Västerbottens län. Han var ordförande i kommunalnämnden 1863–1874 och fick stort inflytande på landskommunens ekonomiska utveckling. Inne i Degerfors kyrkby lät Åström 1858–1862 uppföra den så kallade Åströmska gården, där handelshusets kontor inrymdes och där också kommunens bokföring sköttes. Åströmska gården är klassad som byggnadsminne.
Anders Åströms bror Jonas (1825–1892) stannade på hemmanet i Vindel-Ånäset men drev också handel och köpte upp skog. Hans dagböcker har blivit föremål för en akademisk studie.
Anders Åströms son, Anders Åström den yngre, tog över handelsrörelsen efter sin fars död, engagerade sig aktivt i sågverksindustrin och blev även riksdagsman.